# SG-1000II
SG-1000II（エスジーセンツー）は、1984年7月にセガ・エンタープライゼスが発売した家庭用テレビゲーム専用機である。価格は15,000円。

## 概要
同社のSG-1000のマイナーチェンジ版。本体が薄型化され、「つなげればホームパソコン」の宣伝文句が象徴するように、別売キーボードのSK-1100を接続したときレイアウト的に統一感の出るデザインとカラーになっている。これに合わせる形でSK-1100本体のパッケージ側面に表記されたパソコンシステムの画像がSG-1000IIの画像に変更になっている。
なお、後継機のセガ・マークIII発売後は、当機が「マークII」と呼称されることもあるが正確な名称ではない。

## ハードウェア
SC-1000ではコスト節約のためにコントローラを直付けにしていたが、SC-1000IIでは標準で2個付属となった専用コントローラ、SJ-150が双方ともコネクタを経た着脱式となった。故障の際に容易に交換できるようにファミリーコンピュータに倣ってコネクタ接続にしたものである。コントローラの形状も変更され、レバー（つまみ）を取り外せばパッド状になり、本体側面に設けられたスペースに格納できる点など、ファミコンのコントローラを意識した形状となった。なお、つまみを付けるとパッドがレバーになる仕様は、当初はコントローラを横持ちの他に、従来の縦持ちでも使えるようにした配慮の結果である。初期に流通したSJ-150は方向キーの反応が鈍いという不具合がある。末期にはゴム製の楕円形のボタンを樹脂製の丸ボタンに変更したコントローラSJ-151をリリースし、それを同梱した本体も短期間だが流通した。
先代SG-1000にあったカートリッジスロットの強度不足問題や、一部に存在したマイカードソフトの動作不具合、コントローラ端子の5V供給問題は本機で全て解消されている。
なお、SG-1000IIと同形状でトップパネルにセガのロゴと商品名の代わりに「CGCホームテレビゲーム 遊びの天才」の表記がある本体も見つかっているが、詳細は不明である。
SG-1000IIもSG-1000同様、いくつかパッケージや本体外装や基板設計が変更されている。外観的には差はわずかで、底面のゴム足が5個、または6個といった具合の変更、同梱のコントローラがSJ-150かSJ-151である位である。ただし内部は基板設計が幾度か大幅に変更されている。
主な相違点を挙げると、
- 先代SG-1000と同じパーツ構成のV-RAMに2KiB D-RAMが8つ搭載されているタイプ
- V-RAMを8KiB×2に変更しパーツ点数を大幅に減らしたタイプ
- VDPとSOUNDを統合したSEGA 315系カスタムチップを搭載したタイプ

が存在している。
なお、セガカスタムチップ搭載機種に限り、要改造ではあるがRGB映像出力が可能である。一部ロットのパッケージや本体購入時に同梱されているチラシには赤いゴムボタンのSJ-150を装備したSG-1000IIが使用されているが、これは撮影用に着色されたタイプで一般には流通していない。

## 仕様
- CPU Z80A（3.58MHz）
- RAM 2KiB
- V-RAM 16KiB
  - 同時表示色数 : 15色 + 1色
  - スプライト : 8 × 8ドット
- サウンド機能：SN76489（PSGと機能はほぼ等価。ハードウェアによるエンベロープが無い反面、ノイズの出力をトーン出力と独立して制御可能になっている）
- ジョイパッド接続端子2個 パッド2個付属
- ポーズボタン　本体に設置、ゲーム一時停止 / 再開用
- ROMカートリッジスロット1個
- 拡張用スロット1個　外付けキーボードSK-1100等の接続に使用